# Октябрьское (сельское поселение, Сарапульский район)
Октябрьское — упразднённое муниципальное образование со статусом сельского поселения в Сарапульском районе Удмуртии Российской Федерации.
Административный центр — село Октябрьский.
25 июня 2021 года упразднено в связи с преобразованием муниципального района в муниципальный округ.

## История
Статус и границы сельского поселения установлены Законом Удмуртской Республики от 15.06.2005 № 39-РЗ «Об установлении границ муниципальных образований и наделении соответствующим статусом муниципальных образований на территории Сарапульского района Удмуртской Республики».

## Население
| 2010 | 2012 | 2013 | 2014 | 2015 | 2016 | 2017 |
| ---- | ---- | ---- | ---- | ---- | ---- | ---- |
| 446  | ↗452 | ↘449 | ↘427 | ↘426 | ↘410 | ↘402 |
| 2018 | 2019 | 2020 |      |      |      |      |
| ↘395 | ↘392 | ↘366 |      |      |      |      |

## Состав сельского поселения
| № | Населённый пункт | Тип населённого пункта       | Население |
| - | ---------------- | ---------------------------- | --------- |
| 1 | Октябрьский      | село, административный центр | ↗403      |
| 2 | Ужуиха           | станция                      | ↗49       |